# Trattato di Versailles (1768)
Il trattato di Versailles fu stipulato il 15 giugno 1768 a Versailles tra la Repubblica di Genova e la Francia, firmato dal plenipotenziario genovese, Agostino Paolo Domenico Sorba, e dal ministro francese, il duca Étienne François de Choiseul. In base al trattato la Repubblica di Genova cedeva la sovranità sull'isola di Corsica al re di Francia Luigi XV, il quale aveva già inviato proprie truppe nella medesima isola a sostegno di Genova contro i Còrsi in rivolta. Ciò avveniva in cambio di un sussidio di due milioni di lire, di un accomodamento sui debiti antecedenti al 1763 e della definitiva restituzione entro tre anni dell'isola di Capraia, in quel momento occupata dai ribelli corsi.
Secondo l'art.4, Genova avrebbe potuto chiedere la restituzione della Corsica se in grado di ripagare le spese affrontate dal re di Francia per l'occupazione della stessa. Di fatto Genova, già in bancarotta, non era assolutamente in grado di onorare i suoi debiti, e la Francia non avrebbe permesso di ottenere la restituzione dell'isola. Ciononostante il definitivo decreto di riunione della Corsica alla Francia fu firmato solo vent'anni più tardi, nel 1789, a seguito di una duplice petizione presentata congiuntamente dal comune di Bastia e dagli abitanti di Ajaccio; fino a quel momento l'isola fu amministrata in via transitoria come "patrimonio personale" del re di Francia.
Il trattato fu firmato da Agostino Paolo Domenico Sorba e Sebastiano Francesco Batini, con la mediazione del duca Étienne François de Choiseul tra il doge Marcello Durazzo e il re di Francia Luigi XV.

## Contenuto
Gli articoli del trattato di Versailles del 1768:
Articolo 1.
Il Re farà occupare dalle sue Truppe le Piazze di Bastia, San Fiorenzo, Algaiola, Aiaccio, Calvi, Bonifazio, e le altre Piazze, Forti, Torri, o Porti situati nell’Isola di Corsica, e che sono necessari alla sicurezza delle Truppe di S. M. ed allo scopo, che si hanno proposto il Re, e la Repubblica di Genova di togliere alli Corsi ogni mezzo di nuocere ai Sudditi, ed alle Possessioni della Repubblica.
Articolo 2.
Le Piazze, e Porti occupati dalle Truppe del Re, saranno posseduti da S. M. che vi eserciterà tutti li diritti della Sovranità, e le dette Piazze, e Porti, come i detti diritti gli serviranno, come di Pegno, o Cauzione colla Repubblica per le spese, che il Re sarà obbligato di fare, tanto per occupare, che per conservare le dette Piazze, e Porti.
Articolo 3.
Il Re, e la Serenissima Repubblica sono convenuti che l’esercizio della Sovranità ceduto al Re per l’Articolo precedente, sarà intero ed assoluto, ma che frattanto, non dovendosi considerare che come un Pegno per le spese che S. M. farà per l’interesse della Repubblica, la detta Sovranità nelle mani del Re, non autorizzerà S. M. a disporre delle Piazze o Porti di Corsica in favore di un Terzo, senza il consentimento della Repubblica.
Articolo 4.
In conseguenza di ciò il Re si obbliga di conservare sotto la sua Autorità e Dominio tutte le parti della Corsica, che saranno occupate dalle sue Truppe, fino a che la Repubblica ne domandi alla Francia la restituzione, e domandandola sia in istato di pagare le spese, che l’attuale spedizione delle Truppe, ed il loro mantenimento in Corsica potranno occasionare, ben-inteso, che per qualunque somma impiegata in Corsica, dopo le stipulazioni del primo Trattato, le sole Piazze dovranno risponderne, e che oltre l’occupazion Sovrana delle dette Piazze e Porti, la Seren. Repubblica non contrarrà, né potra contrarre col Re né debito, né alcun obbligo di compensazione.
Articolo 5.
Se nella successione dei tempi l’Interiore dell’Isola si [p. 3]sottomettesse alla Dominazione del Re, la Repubblica acconsente fin d'ora, che l'interiore resti assoggettato a S. M. in tutto, o in parte nell'istesso modo, e colle istesse condizioni stipulate negli Articoli precedenti per rapporto alle Piazze e Porti della Corsica.
Articolo 6.
Si obbliga il Re di rimettere a mani della Repubblica al più presto che sarà possibile, ed al più tardi nel 1771 l'Isola di Capraia, attualmente in possesso dei Corsi.
Articolo 7.
Dopo che le Piazze e Porti saranno a sua disposizione, si obbliga il Re di fare tutto ciò che può per far cessare le ostilità dei Corsi contro la Repubblica. Ma come egli è impossibile di convenire avanti tempo sugli effetti di questa obbligazione, il Re promette alla Repubblica, che dal momento che le sue Truppe saranno in Corsica, S. M. tratterà con tutto il rigore del diritto della Guerra ogni Corso che nuocerà ai Sudditi della Repubblica tanto in mare, che per terra. La Repubblica per canto suo si obbliga di far cessare le ostilità contro dei Corsi, allorquando ne sarà ricercata dal Re.
Articolo 8.
È stato convenuto fra le due Potenze Contrattanti, che li bastimenti Barbareschi non saranno ammessi nei Porti, Rade, e Spiagge occupate dalle Truppe del Re in Corsica, che nei casi di necessità e di naufragio conforme alle leggi dell'Umanità.
Articolo 9.
Li Nazionali Genovesi, e gli Individui Corsi saranno ristabiliti, e reintegrati nel possesso dei loro beni, che loro fossero stati confiscati, occupati, o detenuti a qualunque Titolo relativo ai passati Tumulti, per quanto sarà o potrà essere a disposizione del Re, facendo in modo S. M. che questo, non meno che per la libertà degli Individui di quelli dell'una o l'altra parte i quali l'avessero perduta per motivo degli stessi tumulti, sia posto in esecuzione a tempo convenevole.
Articolo 10.
Tutte le Concessioni particolari, Esenzioni, Franchigie, delle quali godrano in Terraferma alcuni Popoli, o Abitanti dell'Isola saranno aboliti, e S. M. prenderà in considerazione le indennizzazioni che potrà accordare, specialmente agli abitanti di San Bonifazio, di Calvi, e San Fiorenzo.
Articolo 11.
Sua Maestà si obbliga di stabilire un metodo sicuro, e regolare per impedire la frode ed i contrabbandi, che i Bastimenti Corsi col Paviglione del Re potrebbero fare nei Porti, Golfi, Seni, e Spiagge della Serenissima Repubblica in Terraferma.
Articolo 12.
Si farà un Inventario dell'Artiglieria Genovese, e Munizioni da Guerra, che si ritroveranno di spettanza alla Repubblica nelle Piazze di Corsica, e sei mesi dopo che [p. 4]ne sarà entrato in possesso, il Re pagherà la somma alla quale ascenderà l’estimo di quei tali generi che ei vorrà ritenere per se. Tutti gli Effetti, le Artiglierie, e Munizioni che il Re non prenderà, a spese di S. M. saranno mandati a Genova; Si farà ancora un Inventario dei Protocolli degli atti Civili, e Criminali, affinché ne possa constare in vista del convenuto nell’Articolo 4.
Articolo 13.
Il Re si impegna di garantire autenticamente, ed in perpetuo li Stati che la Seren. Repubblica possiede in Terraferma a qualunque Titolo, e per qualunque Causa potessero essere attaccati o inquietati, e S. M. s’impegna dell’istessa Garanzia per l’Isola di Capraia, quando sarà rimessa alla Repubblica, conforme all’artic. 6 del presente Trattato.
Articolo 14.
La Giustizia e Polizia generale e particolare, e la Giustizia dell’Ammiragliato saranno esercitate a nome del Re, e dagli Officiali di S. M. nelle Piazze, Porti, Terre, e Paesi, che saranno occupati dalle sue Truppe in Corsica a titolo di Pegno e Cauzione, come è stato convenuto nell’art. 2 del presente Trattato.
Articolo 15.
Sua Maestà stabilirà in Corsica in tutto il tempo che le Piazze, Porti, e Terre dell’Isola si troveranno sotto il suo Dominio li Diritti di Gabelle, di Aiuti, ed in generale tutti li diritti delle sue Ferme Generali, come altresì quelle imposizioni che giudicherà convenevoli, ed il prodotto dei detti Diritti, ed Imposizioni, di cui si terrà esatto registro, sarà defalcato dalla somma che la Repubblica sarà obbligata di rimborsare al Re, quando Essa vorrà rientrare al Possesso della Corsica.
Articolo 16.
Le Ratificazioni del presente Trattato, spedite in buona forma, saranno Cambiate nello spazio di un mese, o al più presto che si può, contando dal giorno della sottoscrizione del presente Trattato.
In fede di che Noi Ministri Plenipotenziari ecc. abbiamo firmato ecc.
Fatto a Versailles li 15 giugno 1768.
Il Duca di Choiseuil. ― Augustino Paolo Domenico Sorba

## Contesto storico
La Corsica si trovava nell'orbita della Repubblica di Genova e poi sotto la sua diretta dominazione sin dal 1284, nonostante la sua formale appartenenza al Regno di Sardegna e Corsica dal 1297. 
Durante il XVIII secolo Genova, ormai in piena decadenza, si trovava ad affrontare una lunga rivolta dei còrsi, che miravano ad ottenere l'indipendenza della grande isola mediterranea.
Ridotta a controllare solo alcune piazzeforti e porti, la Repubblica dovette assistere persino all'autoproclamazione di un avventuriero tedesco, Teodoro di Neuhoff, a re di Corsica; proclamazione realizzata con l'appoggio della corona britannica che nel mar Mediterraneo, già controllava Minorca e Gibilterra.
In Francia, dopo il disastro della battaglia di Roßbach e le numerose disfatte nelle colonie, Étienne François de Choiseul, successivamente alla testa della diplomazia e dei ministeri della guerra e della marina, cercava di finire rapidamente la guerra e frenare la caduta del potere francese su scala globale ed europea. Il trattato di Parigi (1763) confermò la sconfitta francese, con la perdita della Nuova Francia in Nord America e dei domini francesi in India a favore dei britannici, tranne Pondicherry, Karaikal, Yanam e Mahe.
Agendo come segretario di Stato agli affari esteri di Francia, Choiseul mirava ad occupare posizioni strategiche nel Mediterraneo per opporsi, in tal modo, alla crescente potenza britannica ed evitare quindi un accerchiamento anche a sud, dove la Corsica occupa una posizione strategicamente importante.
Nello stesso tempo la situazione politica dell'isola era la più fragile nello scacchiere mediterraneo: essa era già oggetto delle mire inglesi e, conseguentemente, divenne un obbiettivo fondamentale e prezioso anche per il ministro francese.
Incapace di opporsi da sola alla rivolta còrsa, Genova, dopo aver ricevuto un sostegno non decisivo da parte delle truppe imperiali, si vide costretta ad appellarsi al re di Francia per ottenere truppe d'occupazione da inviare per reprimere la ribellione.
Choiseul astutamente vide in questo appello l'occasione che aspettava per occupare l'isola senza rischiare di scatenare un nuovo conflitto europeo che la Francia in quel momento non avrebbe potuto sostenere.
Migliaia di soldati francesi, per conto del governo genovese ed a sue spese, furono così inviati a presidiare le principali fortezze dell'isola contro i Còrsi che le assediavano.
Choiseul cercò di tenere le truppe rinchiuse a guardia dei porti e delle fortezze còrse piuttosto che impiegarle per attaccare e spazzare via la rivolta, atteggiandosi quasi a mediatore tra i Còrsi e Genova.
Nel giro di pochi anni, in una situazione di stallo e senza aver nulla ottenuto, l'antica Repubblica si trovò indebitata verso il re di Francia al di là delle sue possibilità economiche.
Così Choiseul costrinse Genova a cedere i propri diritti sull'isola, in cambio della rinuncia da parte del re di Francia ai crediti che vantava presso Genova, e che si erano accumulati per una cifra di due milioni di lire d'argento.
Questo però non portò all'immediato controllo dell'isola da parte della Francia, poiché sarà necessaria una nuova e più corposa spedizione militare contro i Còrsi, nel maggio 1769.